# Comuna de Boćki
Boćki (polaco: Gmina Boćki) é uma gminy (comuna) na Polónia, na voivodia de Podláquia e no condado de Bielsk. A sede do condado é a cidade de Boćki.
De acordo com os censos de 2004, a comuna tem 5119 habitantes, com uma densidade 22,1 hab/km².

## Área
Estende-se por uma área de 232,06 km², incluindo:
- área agricola: 73%
- área florestal: 20%

## Demografia
Dados de 30 de Junho 2004:
|                      | Total   | Total | Mulheres | Mulheres | Homens  | Homens |
| -------------------- | ------- | ----- | -------- | -------- | ------- | ------ |
|                      | pessoas | %     | pessoas  | %        | pessoas | %      |
| População            | 5119    | 100   | 2509     | 49       | 2610    | 51     |
| Densidade (pop./km²) | 22,1    | 100   | 10,8     | 10,8     | 11,2    | 11,2   |

De acordo com dados de 2002, o rendimento médio per capita ascendia a 1100,32 zł.

## Comunas vizinhas
- Bielsk Podlaski, Brańsk, Dziadkowice, Kleszczele, Milejczyce, Orla